# Armada Real de los Países Bajos
La Armada Real de los Países Bajos (en neerlandés: Koninklijke Marine) es una de las cuatro ramas que componen las Fuerzas Armadas de los Países Bajos. A mediados del siglo XVII fue una armada poderosa que participó en varias guerras contra Inglaterra y Francia. En la actualidad se encarga de la vigilancia, defensa y custodia de las aguas territoriales neerlandesas, y operaciones de paz.

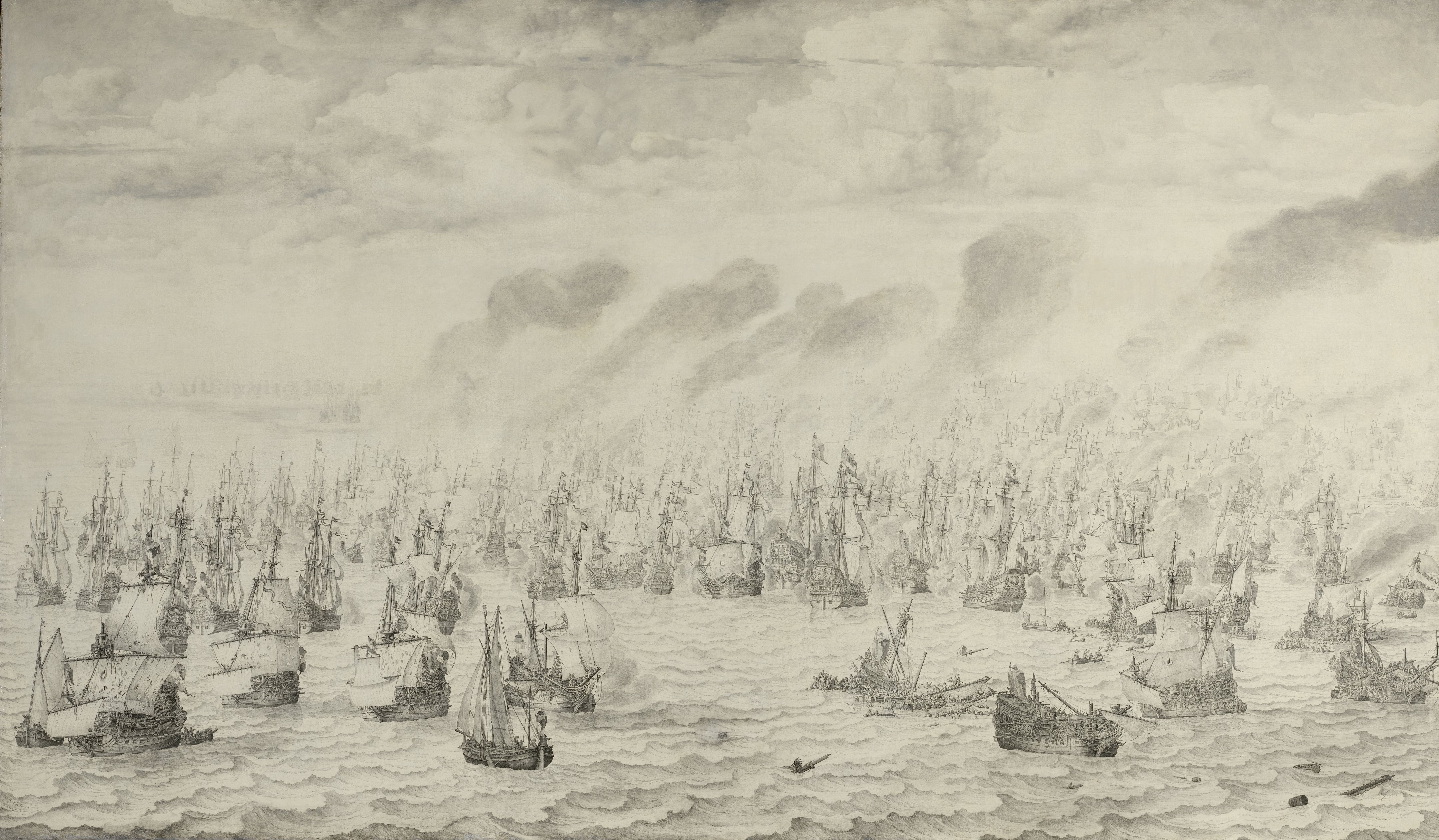
Óleo de la batalla de Ter Heijde (1653).

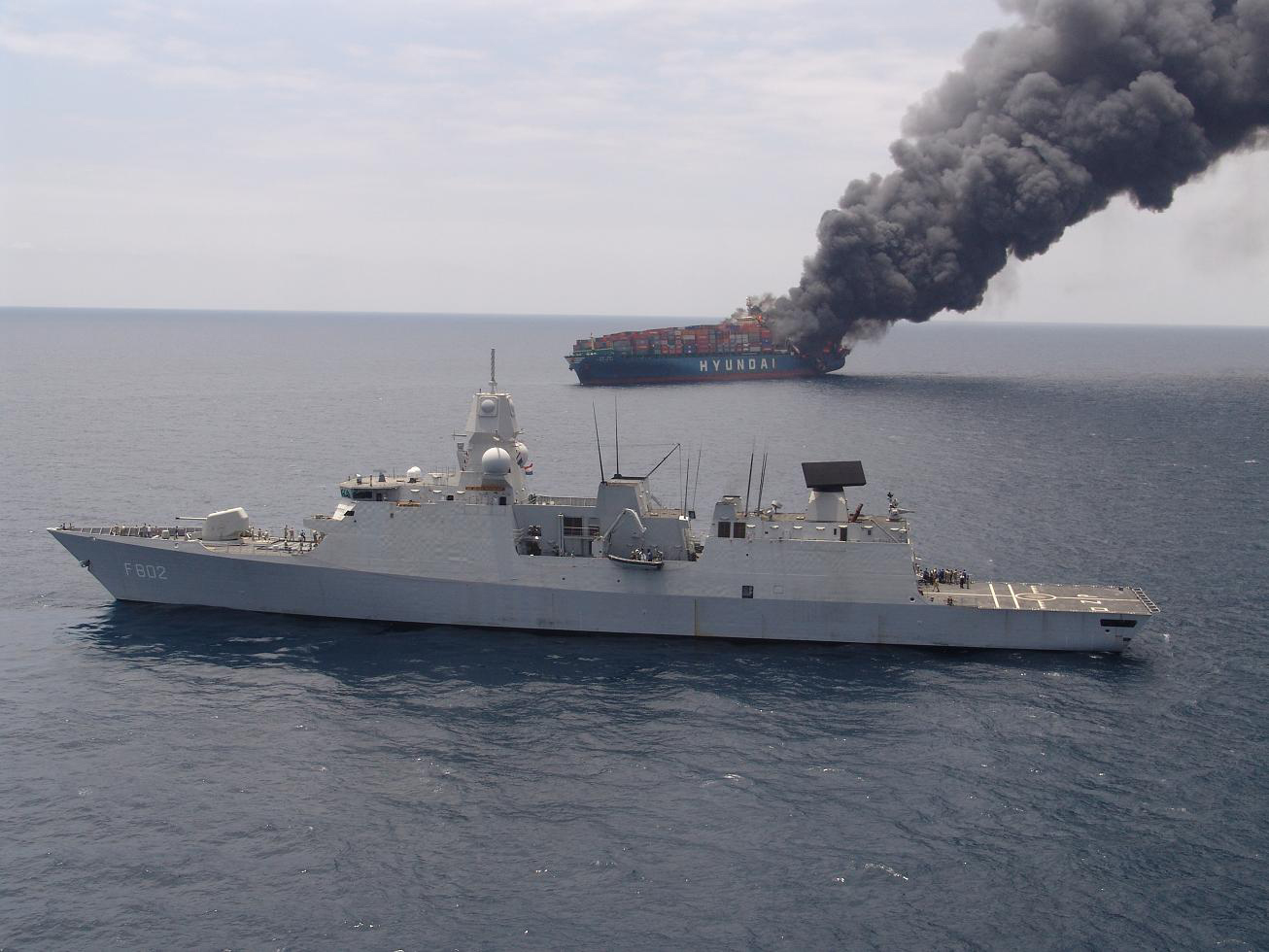
La fragata De Zeven Provinciën (F802) auxiliando a un buque portacontenedores.